# الحياة البرية في كندا

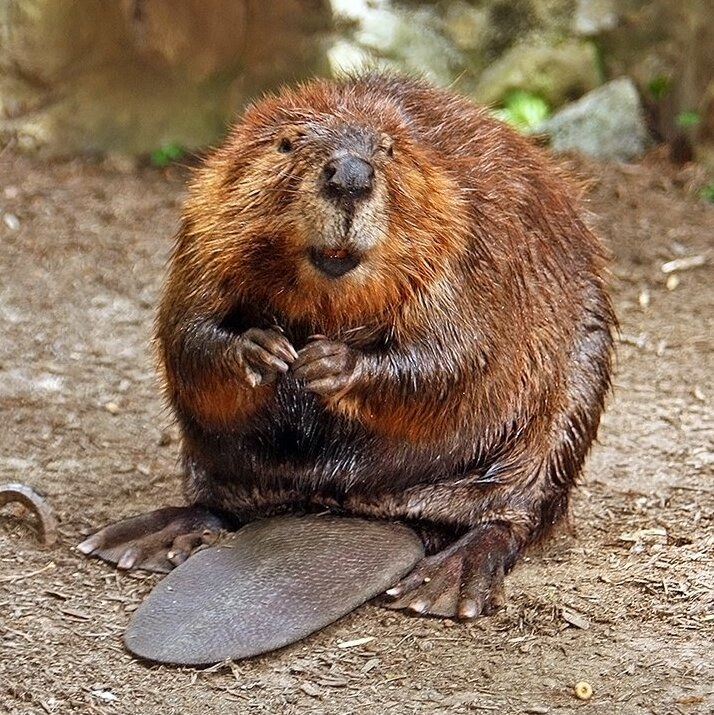
القندس الأمريكي الحيوان الأكثر شهرة في كندا

تتكون الحياة البرية في كندا أو التنوع البيولوجي في كندا من 80000 نوع مختلف، وتتقسم إلى عدة أنواع مثل الفطريات التي تشكل 16% منها، تمتاز كندا بطبيعة ذات مساحة كبيرة وعدد كبير ومختلف من الحيوانات والنباتات ومتوزع في أنحاء كندا.
توجد في كندا 15 منطقة بيئية وخمسة مناطق بحرية وكانت كندا تتنوع بجميع أشكال البيئة لكن بسبب قضايا المناخ ومشاكل الصيد والمشاكل البيئية قل العدد وتعتبر 65% من أنواع الكائنات الحية في الطبيعة في كندا «آمنة» وتم تشكل لجان لحماية البيئة والمحميات والحيوانات والنباتات والانواع المهددة بالانقراض في كندا فزاد العدد، ويوجد في كندا أكثر من 800 نوع بيولوجي اليوم.

## التنوع البيولوجي
الموطن
يوجد في كندا 15 منطقة بيئية مختلفة وخمسة مناطق بحرية وتغطي 20% من مساحة كندا أي أكثر من مليونين كيلومتر ومن أمثلة الأماكن البيئية في كندا هي غابات كولومبيا البريطانية وشرق كندا والبراري وشلالات نياجرا وشمال كندا الذي يعد منطقة جليدية كثيرة البرد والثلج وأكثر الأماكن التي تمتاز بالحياة البيئية في كندا هي الغابات، ويوجد في كندا أكثر من 2000000 بحيرة.
الحيوانات
يوجد في كندا ما يقارب 200 نوع من الثديات و460 نوع من الطيور و40 نوع من البرمائيات و40 نوع من الزواحف و1200 نوع من الاسماك و55000 نوع من الحشرات.
والبحيرات والمناطق المائية تعد موطن لأغلب حيوانات الدب الأسود، المالك الحزين، الأسماك، الأبوسوم، السناجب الحمراء، البط الأسود، الصقور، الغربان، ذئب الاخشاب، الأرانب والطيور وغيرها الكثير لكن أكثر الحيوانات المنتشرة في كندا هي الثديات والحشرات وغالبا في شمال كندا تتواجد الحيوانات المفترسة أو الثلجية مثل الدب القطبي والثعالب والذئب الرمادي والأرانب القطبية وفي الجنوب تتواجد تقريبا كل الانواع خارج أو داخل المدن بسبب المناخ البارد في كندا مثل الطيور الحيوانات الأليفة والزواحف والبرمائيات في الأماكن المائية والغابات في وسط وجنوب وغرب كندا بينما الطيور ففي كل أرجاء كندا ما عدى الشمال حيث تقل وفي بعض أماكن الشمال لا توجد بها طيور بسبب المناخ البارد جدا والقطبي والتي تصل درجات حرارته تحت الصفر في غالب الأحيان، ومن أكثر الحيوانات المنتشرة في كندا هي الدببة القطبية والقنادس الذين يعدان من الرموز الوطنية لكندا.
النباتات
وفقا لتقرير وزارة البيئة الكندية فهناك أكثر من 17000 نوت مختلف من الاشجار والزهور والأعشاب والسراخس والطحالب وغيرها الكثير، وبحسب التقرير أيضًا فإن 95% من النباتات في كندا من النوع المزهر وما يقارب نصف كندا هو مكون من الغابات وبحسب التقرير أيضًا فهناك تكاثر كبير وملحوض للنباتات في غرب كندا وخاصة في منطقة كولومبيا البريطانية وقرب ألاسكا في الأعوام الأخيرة الماضية.

## الأنواع المهددة بالانقراض
هناك من 200 نوع مهدد بالانقراض من الكائنات الحية في كندا مهددة بالانقراض ومن أمثلة هذه الأنواع هي:
- ابن مقرض أسود الأقدام
- وشق كندي
- قضاعة بحرية
- فقمة الفراء الشمالية
- الحوت
- الدب القطبي
- كركي أمريكي

وغيرها الكثير.

## المحميات
توجد الكثير من المحميات في كندا وبدأ مشروع المحميات الذي يهدف لحماية الحيوانات والنباتات والكائنات المهددة بالانقراض من الصيد والخطر من القرن 19.